# Аун Со
Багій Аун Со (1924—1990) був бірманським художником відомим своїм модерністським, напівабстрактним мистецтвом, яке викликало такий шок у Бірмі, коли виявилося, що багато хто назвав його «психопатичним мистецтвом». Ім'я «Багій» є його фонетичним написанням слова «pangyi», що означає «живопис», яке він вперше додав до свого імені в 1955 році.

## Сантінікетан і раннє життя в Бірмі
У 1951 році індійський уряд запропонував йому стипендію для вивчення мистецтва в Сантінікетан, заснованому нобелівським лауреатом Рабіндранатом Тагором, але він вирішив повернутися до Бірми лише через рік. Він мандрував Бірмою, вивчаючи її ремесла, класичне мистецтво та архітектуру, особливо Баган. На початку 1953 року одна з абстрактних картин Аун Со була опублікована в журналі Shumawa, що викликало значну полеміку. Дехто казав, що артист божевільний.

## Поїздка в Пешавар, Афганістан і Росію
Взимку 1953 року Аун Со відвідав Пешавар, Афганістан і Москву, щоб вивчати мистецтво. Стверджується, що в Росії він бачив роботи таких європейських майстрів, як Пікассо, Матісс і Кандинський, хоча це малоймовірно, оскільки в сталінський період ці твори зберігалися в закритих сховищах і були недоступні для огляду. Проте на його творчість явно вплинули європейські художники, зокрема Пікассо та Матісс, а також японський живопис (одна з його робіт демонструє вплив техніки Сумі-е). Крім того, він черпав натхнення з творів сучасних і покійних художників Сантінікетану, чиї роботи були в місцевому музеї. Під час перебування в Сантінікетані Аун Со зустрів індонезійського експресіоніста Аффанді, який також справив на нього значний вплив. Важливу роль у формуванні його стилю відіграла й бірманська традиція живопису, корені якої сягають епохи Багану і яка збереглася на стінах стародавніх храмів.

## Подальше життя в Бірмі
Після цього джерелом натхнення йому довелося покладатися на бібліотеку Рангунського університету, щоб отримати книги з мистецтва. Ексцентричний, інколи п'яний і емоційний, він мав небагато друзів у мистецькому середовищі та мало тих, хто поділяв його погляди на мистецтво. Він працював сам, але показував свої роботи на неофіційних підпільних виставках, представляючи такі поняття, як кубізм і сюрреалізм.
Щоб заробити гроші, Багі Аун Со малював для журналів і обкладинок книг до кінця своєї кар'єри. Часом його сім'я була настільки бідною, що його дружині доводилося продавати мохінгу, суп з локшиною, щоб прогодувати їх. Багі Аунг Сое страждав від бідності та ізоляції та ніколи не досяг успіху протягом свого життя. Він помер у 1990 році, залишившись глухим і сліпим.

## Робота

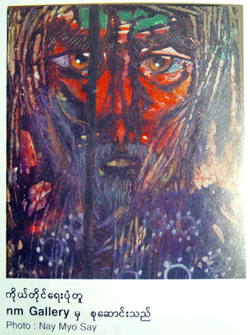
Під назвою «Автопортрет» Аун Со

Аун Со глибоко замислювався над актуальністю мистецтва в Бірмі 20-го століття. За словами Інь Кера, «він прагнув, щоб його картини були візуальним перекладом буддистських істин, а не просто ілюстраціями епізодів із попередніх життів Будди чи гарними зображеннями пагод і ченців». У свої останні роки, у злиднях і з послабленим здоров'ям, він ставав все більш одержимим створенням художньої ідіоми, яка відображала б буддистські закони непостійності. Його біограф сказав, що «він переніс свої духовні прагнення та досвід у свою мистецьку місію та застосував їхні практичні методи до акту творення».
Хоча талант Аун Со не був визнаний за його життя, зараз він є одним із найбільш шанованих і найвідоміших бірманських сучасних художників. Менш ніж через десять років після його смерті його картини приносили тисячі доларів в індонезійських художніх галереях. Організатор виставки 2009 року на його честь сказав: «Майже два десятиліття після його смерті його мистецтво продовжує захоплювати та стимулювати».